# Punto de Steiner (geometría computational)

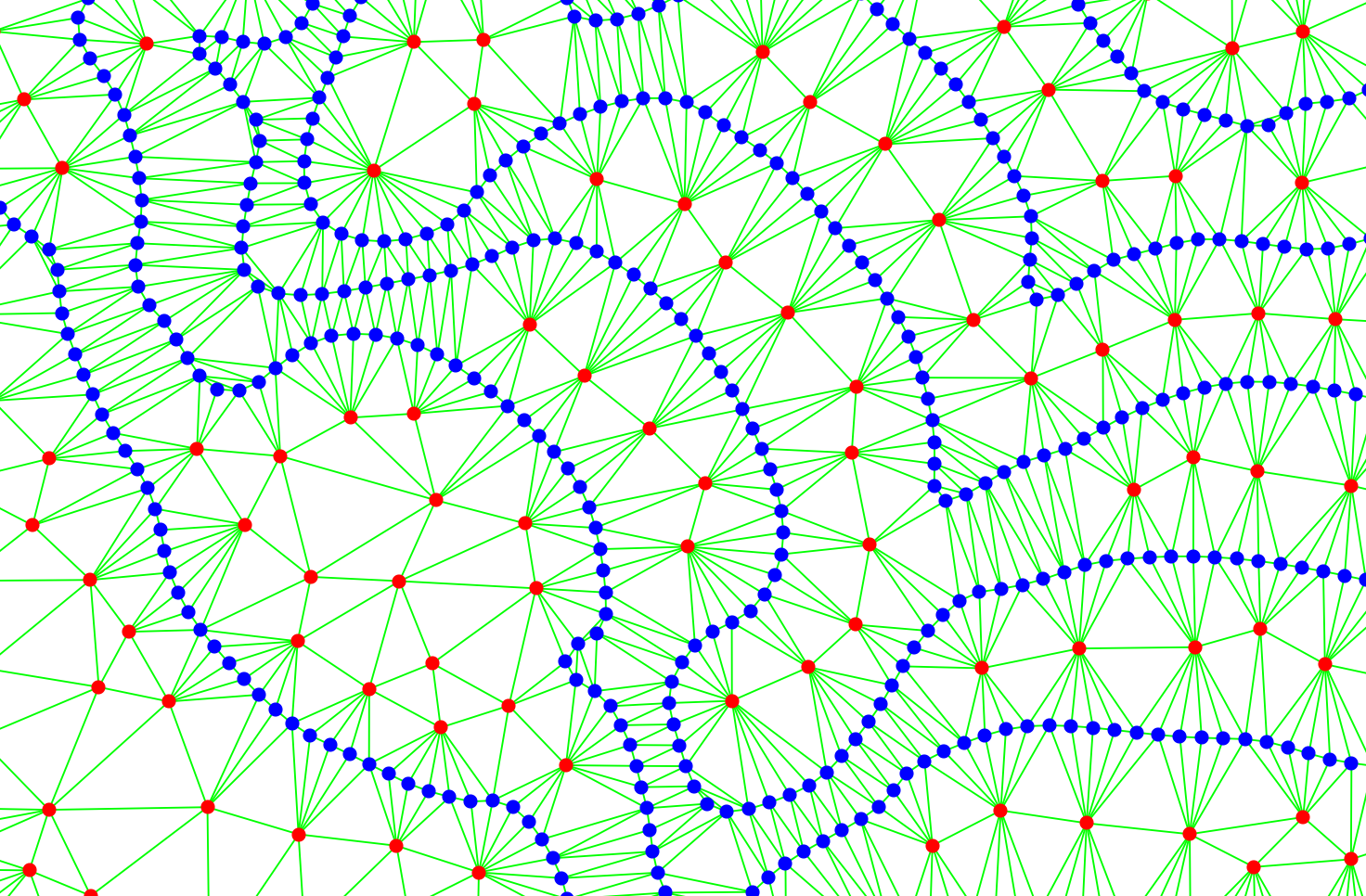
Ejemplo de puntos de Steiner (aquellos rojos) añadidos a una triangulación para mejorar la calidad de los triángulos.

En geometría computacional, un punto de Steiner es un punto que no es parte del argumento en un problema de optimización geométrica, pero que es añadido durante la solución del problema, para crear una mejor solución que pudiera ser posible a partir de los puntos originales por sí solos.
El nombre de estos puntos proviene del problema de árbol de Steiner, nombrado en referencia a Jakob Steiner, en el que el objetivo es conectar los puntos de la instancia del problema por una red de longitud total mínima. Si los puntos de la instancia sólo son utilizados como vértices de las aristas de la red, entonces la red más corta es su árbol recubridor mínimo. Aun así, a continuación se pueden obtener redes más cortas añadiendo puntos de Steiner, y usando tanto los puntos nuevos como los puntos de la instancia como vértices de las aristas.
Otro problema que utiliza los puntos de Steiner es la triangulación de Steiner. El objetivo es particionar una instancia (que puede ser un conjuntos o un polígono) en triángulos, algunos de los cuales comparten aristas. Tanto las colecciones de puntos en una instancia como los puntos de Steiner pueden ser utilizados como vértices de los triángulos.